# Chad le Clos

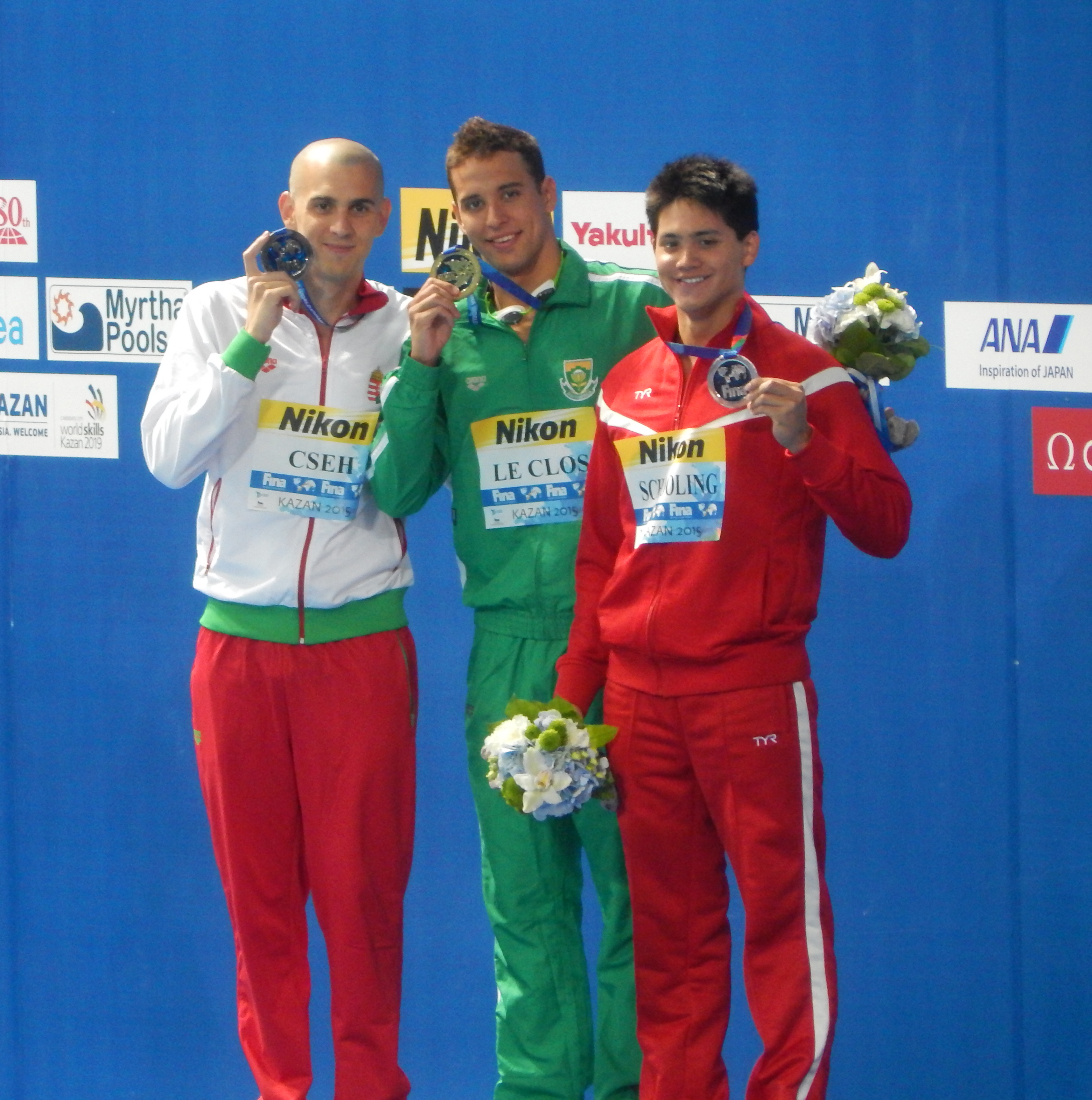
Le Clos op het podium na de 100 vlinder (WK 2015) met László Cseh (links) en Joseph Schooling (rechts)

Chad Guy Bertrand le Clos (Durban, 12 april 1992) is een Zuid-Afrikaanse zwemmer. Hij vertegenwoordigde zijn vaderland op de Olympische Zomerspelen 2012 in Londen en op de Olympische Zomerspelen 2016 in Rio de Janeiro.

## Carrière
Bij zijn internationale debuut, tijdens de wereldkampioenschappen zwemmen 2009 in Rome, strandde Le Clos in de series van zowel de 200 meter vlinderslag als de 400 meter wisselslag.
De Zuid-Afrikaan behaalde vijf medailles tijdens de Olympische Jeugdzomerspelen 2010 in Singapore, waaronder goud op de 200 meter wisselslag. Tijdens de Gemenebestspelen 2010 in Delhi veroverde le Clos de gouden medaille op zowel de 200 meter vlinderslag als de 400 meter wisselslag. Daarnaast eindigde hij als vijfde op de 200 meter wisselslag en werd hij uitgeschakeld in de series van de 100 meter vlinderslag. Samen met Charl Crous, Cameron van der Burgh en Gideon Louw sleepte hij de zilveren medaille in de wacht op de 4 x 100 meter wisselslag. Op de 4 x 200 meter vrije slag legde hij samen met Jean Basson, Darian Townsend en Jan Venter beslag op de bronzen medaille. Samen met Graeme Moore, Gideon Louw en Darian Townsend zwom hij in de series van de 4 x 100 meter vrije slag, in de finale veroverden Moore, Louw en Townsend samen met Roland Schoeman de bronzen medaille. Voor zijn aandeel in de series ontving Le Clos eveneens de bronzen medaille. In Dubai nam de Zuid-Afrikaan deel aan de wereldkampioenschappen kortebaanzwemmen 2010. Op dit toernooi sleepte hij de wereldtitel in de wacht op de 200 meter vlinderslag en eindigde hij als vijfde op de 400 meter wisselslag. Daarnaast strandde hij in de series van zowel de 200 meter vrije slag als de 200 meter wisselslag.
Op de wereldkampioenschappen zwemmen 2011 in Shanghai eindigde Le Clos als vijfde op de 200 meter vlinderslag. Op de 100 meter vlinderslag werd hij uitgeschakeld in de halve finales. Op de 4 x 100 meter wisselslag strandde hij samen met Charl Crous, Cameron van der Burgh en Graeme Moore in de series. In het najaar van 2011 won de Zuid-Afrikaan het eindklassement van de wereldbeker zwemmen.
In 2012 nam Le Clos deel aan de Olympische Zomerspelen in Londen. In de finale van de 200 meter vlinderslag mannen tikte hij vijf honderdsten eerder aan dan Michael Phelps en won hij zijn eerste olympische titel. Op de 100 meter vlinderslag waren de rollen omgekeerd: Le Clos won zilver achter dezelfde Phelps. Le Clos werd daarnaast vijfde op de 400 meter wisselslag. Samen met Darian Townsend, Sebastien Rousseau en Jean Basson eindigde hij als zevende op de 4 x 200 meter vrije slag. Op de 4 x 100 meter wisselslag werd hij samen met Charl Crous, Cameron van der Burgh en Leith Shankland uitgeschakeld in de series.
Op de wereldkampioenschappen zwemmen 2013 in Barcelona behaalde de Zuid-Afrikaan twee wereldtitels: in de finale van de 100 meter vlinderslag was hij de beste voor László Cseh , terwijl hij in de finale van de 200 meter vlinderslag sneller was dan de Pool Paweł Korzeniowski. Op de 50 meter vlinderslag strandde hij in de series. Samen met Leith Shankland, Gerhard Zandberg en Myles Brown werd hij uitgeschakeld in de series van de 4 x 100 meter vrije slag. Op de 4 x 100 meter wisselslag strandde hij samen met Darren Murray, Cameron van der Burgh en Leith Shankland in de series.
Op de Gemenebestspelen 2014 in Glasgow veroverde Le Clos de gouden medaille op zowel de 100 als de 200 meter vlinderslag en de bronzen medaille op zowel de 200 meter vrije slag als de 50 meter vlinderslag. Samen met Roland Schoeman, Leith Shankland en Caydon Muller sleepte hij de zilveren medaille in de wacht op de 4 x 100 meter vrije slag. Op de 4 x 200 meter vrije slag legde hij samen met Myles Brown, Sebastien Rousseau en Dylan Bosch beslag op de bronzen medaille. Op de 4 x 100 meter wisselslag won hij samen met Sebastien Rousseau, Cameron van der Burgh en Leith Shankland de bronzen medaille. Op de Wereldkampioenschappen kortebaanzwemmen 2014 in Doha werd de Zuid-Afrikaan vier keer wereldkampioen: hij was de sterkste op zowel de 50 m, de 100 m, de 200 m vlinderslag als de 200 m vrije slag. Samen met Myles Brown, Sebastien Rousseau en Leith Shankland eindigde hij als vierde op de 4 x 200 meter vrije slag. Zowel in 2013 als 2014 was Le Clos de beste in het eindklassement van de wereldbeker zwemmen.
In Kazan nam de Zuid-Afrikaan deel aan de wereldkampioenschappen zwemmen 2015. Op dit toernooi wist hij zijn wereldtitel op de 100 meter vlinderslag te prolongeren. Op de 200 meter vlinderslag moest hij dit keer tevreden zijn met de zilveren medaille, achter László Cseh. Daarnaast eindigde hij als zesde op de 200 meter vrije slag en werd hij uitgeschakeld in de halve finales van de 50 meter vlinderslag.
Op de Olympische Zomerspelen van 2016 in Rio de Janeiro veroverde Le Clos de zilveren medaille op zowel de 200 meter vrije slag als de 100 meter vlinderslag. Daarnaast eindigde hij als vierde op de 200 meter vlinderslag.

## Internationale toernooien
| Jaar | Olympische Spelen | WK langebaan                                                                                              | WK kortebaan | PanPacs       | Gemenebestspelen |
| ---- | --- | --- | --- | ------------- | --- |
| 2009 | | 17e 200m vlinderslag 16e 400m wisselslag                                                                  | |               | |
| 2010 | | | 16e 200m vrije slag · 200m vlinderslag · 12e 200m wisselslag · 5e 400m wisselslag                                                                   | geen deelname | 17e 100m vlinderslag · 200m vlinderslag · 5e 200m wisselslag · 400m wisselslag · 4x100m vrije slag · le Clos zwom enkel de series · 4x200m vrije slag · 4x100m wisselslag |
| 2011 | | 13e 100m vlinderslag 5e 200m vlinderslag 10e 4x100m wisselslag                                            | |               | |
| 2012 | 100m vlinderslag · 200m vlinderslag · HF 200m wisselslag · 5e 400m wisselslag · 7e 4x200m vrije slag · 13e 4x100m wisselslag | | 50m vlinderslag · 100m vlinderslag |               | |
| 2013 | | 23e 50m vlinderslag · 100m vlinderslag · 200m vlinderslag · 11e 4x100m vrije slag · 11e 4x100m wisselslag | |               | |
| 2014 | | | 200m vrije slag · 50m vlinderslag · 100m vlinderslag · 200m vlinderslag · 4e 4x200m vrije slag · 8e 4x50m wisselslag · Le Clos zwom enkel de series | geen deelname | 50m vlinderslag · 100m vlinderslag · 200m vlinderslag · 200m wisselslag · 4x100m vrije slag · 4x200m vrije slag · 4x100m wisselslag                                       |
| 2015 | | 6e 200m vrije slag · 14e 50m vlinderslag · 100m vlinderslag · 200m vlinderslag                            | |               | |
| 2016 | 200m vrije slag · 100m vlinderslag · 4e 200m vlinderslag                                                                     | | 6-11 december |               | |

## Persoonlijke records
Bijgewerkt tot en met 8 december 2016
Kortebaan
| Afstand          | Tijd       | Datum            | Plaats    |
| ---------------- | ---------- | ---------------- | --------- |
| 50m vrije slag   | 21,05      | 4 september 2016 | Moskou    |
| 100m vrije slag  | 46,00      | 8 oktober 2016   | Doha      |
| 200m vrije slag  | 1.41,45    | 3 december 2014  | Doha      |
| 50m vlinderslag  | 21,95      | 6 december 2014  | Doha      |
| 100m vlinderslag | WR 48,08   | 8 december 2016  | Windsor   |
| 200m vlinderslag | WR 1.48,56 | 5 november 2013  | Singapore |
| 100m wisselslag  | 52,14      | 13 november 2013 | Peking    |
| 200m wisselslag  | 1.51,56    | 1 september 2014 | Dubai     |
| 400m wisselslag  | 3.59,23    | 9 november 2013  | Tokio     |

Langebaan
| Afstand          | Tijd    | Datum            | Plaats         |
| ---------------- | ------- | ---------------- | -------------- |
| 100m vrije slag  | 48,16   | 11 augustus 2015 | Moskou         |
| 200m vrije slag  | 1.45,20 | 8 augustus 2016  | Rio de Janeiro |
| 400m vrije slag  | 3.51,37 | 15 augustus 2010 | Singapore      |
| 100m vlinderslag | 23,23   | 15 augustus 2015 | Chartres       |
| 100m vlinderslag | 50,56   | 8 augustus 2015  | Kazan          |
| 200m vlinderslag | 1.52,96 | 31 juli 2012     | Londen         |
| 200m wisselslag  | 1.57,94 | 11 april 2014    | Durban         |
| 400m wisselslag  | 4.12,24 | 28 juli 2012     | Londen         |